# Cleopatra (film, 1934)
Cleopatra är en amerikansk episk film från 1934 i regi av Cecil B. DeMille. I huvudrollerna ses Claudette Colbert, Warren William och Henry Wilcoxon. Filmen handlar om Cleopatra, drottning av Egypten. Filmen vann en Oscar för bästa foto.

## Rollista i urval
- Claudette Colbert - Cleopatra
- Warren William - Julius Caesar
- Henry Wilcoxon - Marc Antony
- Joseph Schildkraut - Kung Herodes
- Ian Keith - Octavian
- Gertrude Michael - Calpurnia, Caesars hustru
- C. Aubrey Smith - Enobarbus
- Irving Pichel - Apollodorus
- Arthur Hohl - Brutus
- Edwin Maxwell - Casca
- Ian Maclaren - Cassius
- Eleanor Phelps - Charmion, Cleopatras tjänare
- Leonard Mudie - Pothinos
- Grace Durkin - Iras, Cleopatras tjänare
- Claudia Dell - Octavia
- Robert Warwick - General Achillas
- Harry Beresford - Soothsayer
- Jayne Regan - Lady Vesta
- William Farnum - Lepidus
- Lionel Belmore - Fidius
- Florence Roberts - Lady Flora
- Richard Alexander - General Philodemas
- Celia Ryland - Lady Leda
- William V. Mong - Hovläkare
- George Walsh - kurir
- Kenneth Gibson - skrivare
- Wedgwood Nowell - skrivare
- Bruce Warren - skrivare
- Robert Seiter - Aelius (som Robert Manning)
- Edgar Dearing - fånge som testar giftet